# Eric Johnston
Eric Johnston, född 21 december 1896, död 22 augusti 1963, var en amerikansk filmman och affärsman.
Efter universitetsstudier i Washington ägnade sig Johnston åt affärslivet och var 1934–1941 direktör i USA:s handelskammare samt 1942–1946 dess president. Johnston, som lade ned stora förtjänster om de amerikanska krigsansträngningarna under andra världskriget och även i officiellt uppdrag besökte Sovjetunionen, blev 1946 president i Motion Picture Association, varigenom han de facto kom att kontrollera hela den amerikanska filmproduktionen.